# Thomas Neuer
Thomas Neuer (* 15. Juli 1964 in Essen) ist ein deutscher Verdienter Internationaler Meister im Fernschach.

## Fernschach
Neuer spielt seit 2001 Fernschach. Ab dem Jahr 2002 spielt er beim Weltschachverband ICCF. Dort gewann er das Hauptturnier ICCF-EM/H/100 mit 5,5 Punkten aus 6 Partien. Im internationalen Meisterturnier ICCF-EM/M/270 belegte er ebenfalls den 1. Platz (9 Punkte aus 10 Partien).
In der ICCF-world cup WC-13-P/E13 Vorgruppe belegte er den 1. Platz mit 8 Punkten aus 10 Partien.
Sein erster größerer Erfolg war die Erringung einer (Internationaler Meister-) IM- und (Verdienter Internationaler Meister-) SIM-Norm im ICCF-MN/070 Masternorm-Turnier. Er belegte mit 8,5 Punkten aus 12 Partien den 3. Platz. Eine weitere IM-Norm konnte er im ICCF-MN/082 Masternorm-Turnier mit 8 aus 12 Partien erzielen (1. Platz). Neuer wurde auf dem Schachkongress 2006 in Dresden dafür vom Weltfernschachverband ICCF der Titel Internationaler Meister im Fernschach verliehen.
2008 konnte sich Neuer durch einen 2. Platz im ICCF-WCCC 29 SF 18, einem Semifinalturnier zur Weltmeisterschaft, für das ICCF-Kandidatenfinale der Weltmeisterschaften qualifizieren. Er erzielte dabei 6,5 Punkte aus 11 Partien. Im darauf folgenden ICCF-Kandidatenfinale erzielte er 6,5 Punkte aus 12 Partien und errang dabei seine 2. SIM-Norm. Daraufhin wurde ihm 2010 der Titel Verdienter Internationaler Meister (SIM) auf dem Schachkongress in der Türkei verliehen.
In der ICCF-Championsleague konnte er sich mit der Mannschaft des SK Holsterhausen-Essen für die B-Gruppe qualifizieren. Dabei belegte sein Team den 2. Platz in der ICCF-championsleague Q-09-Gruppe. Neuer erzielte dabei das beste Resultat am 2. Brett mit 7.5 aus 10 Punkten.
Im Januar 2011 betrug seine Fernschach-Elo-Zahl 2456. Seitdem ist er inaktiv.

## Nahschach
Neuer spielte bis zur Saison 2018/19 für die Schachfreunde Katernberg 04/32 in der NRW-Klasse und ist passives Mitglied beim Schachklub Holsterhausen e.V. aus Essen, für den er in den 1990er Jahren spielte. Er hat auch schon für den Schachklub Dinslaken 1923 e.V. und den Schachklub Münster 32 e. V. in der NRW-Oberliga gespielt. Seine höchste Elo-Zahl im Nahschach war 2120 im März 2022.

## Sonstiges
Neuer ist Diplom-Kaufmann und arbeitet als Berufsschullehrer. Er ist verheiratet, hat zwei Kinder und wohnt in Oberhausen. Nebenberuflich ist er als Schachtrainer tätig (An Essener Grundschulen). 2002 veröffentlichte er im Selbstverlag das Buch Meine 60 merkwürdigen Partien (ISBN 3-00-009512-8).